# Mobile data offloading
Mobile data offloading (WiFi offloading, IWLAN) je v telekomunikacích metoda, jak přenést data určená pro mobilní zařízení jinou cestou, než je celuární síť. Cílem je snížit zatížení klasické mobilní telefonní sítě. Nejpoužívanějšími alternativními cestami pro data je Wi-Fi, femtobuňka nebo Integrated Mobile Broadcast.